# アナ・チン
アナ・ローウェンハウプト・チン（英語:Anna Lowenhaupt Tsing、1952年 - ）は、中国系アメリカ人の文化人類学者である。カリフォルニア大学サンタクルーズ校文化人類学科教授。「フェミニズム研究と環境人類学を先導する世界的権威」として知られている。

## 経歴
1952年、中国からの移民第一世代である母のもとに生まれた。1973年にイェール大学を卒業したのち、1976年にスタンフォード大学で修士号を取得した。1984年には同大学で文化人類学の博士号を取得した。その後、1984年から1986年までコロラド大学ボルダー校で客員助教（visiting assistant professor）、1986年から1989年までマサチューセッツ大学アマースト校で助教（assistant professor）として勤務し、カリフォルニア大学サンタクルーズ校に移籍した。
『Cultural Anthropology』や『Southeast Asian Studies Bulletin』といった雑誌より40以上の論文を出版している。1994年にはプリンストン大学出版局より著書である『In the Realm of the Diamond Queen』を上梓した。同書はチンのはじめての著書であり、インドネシア・南カリマンタン州の民族であるダヤク・メラトゥスを研究対象としている。国家におけるマージナリティとジェンダー的枠組みからみたコミュニティのコンテクストを主題とする同書は、東南アジア研究に対して与えられるハリー・J・ベンダ賞（Henry J. Benda Prize）を受賞した。
2005年には、同出版局より『Friction: An Ethnography of Global Connection』を上梓した。同じく南カリマンタン州を研究対象とする同書は、アメリカ民族学会著作賞（Senior Book Prize）を受賞した。2010年にはマツタケを対象とする On the Circulation of Species: The Persistence of Diversity の研究テーマでグッゲンハイム・フェローとなった。2015年にはマツタケの流通から資本主義、あるいはヒトとヒト以外の種の関係について洞察する書籍である『The Mushroom at the End of the World』を出版した。同書はグレゴリー・ベイトソン賞および、ヴィクター・ターナー賞を受賞した。
2011年にはカリフォルニア大学サンタクルーズ校の学術賞であるマーティン・M・チェマーズ賞を受賞した。2013年にはオーフス大学のニールス・ボーア教授職賞（Niels Bohr Professorship）に選ばれた。2018年にはトーマス・ハックスリー記念賞を授与された。

## 著作
- In the Realm of the Diamond Queen: Marginality in an Out-of-the-way Place (1993)

- Friction: An Ethnography of Global Connection (2004)
  - 『摩擦：グローバル・コネクションの民族誌』(2023)

- The Mushroom at the End of the World: On the Possibility of Life in Capitalist Ruins（英語版） (2015)
  - 『マツタケ：不確定な時代を生きる術』(2019)